# Huaca de la Luna
Pour les articles homonymes, voir Temple de la Lune (Pékin).
La Huaca de la Luna est une construction en adobe située au nord du Pérou, dans le département de la Libertad, à environ 5 km au sud de Trujillo. Ce lieu sacré (huaca) est occupé par un édifice ayant la forme d'une pyramide à degrés, construit par les Moches qui en firent le plus important lieu de culte de leur royaume.
Sur le même site, à 500 m au nord-ouest se trouve  la Huaca del Sol  construite plus tard aussi par la culture Mochica. Entre ces deux huacas se trouvaient les lieux d'habitation. Le musée archéologique Huacas de Moche situé au Sud du site montre principalement des céramiques. L'ensemble constitue un site archéologique grandiose, en dehors des circuits touristiques courus et d'autant plus agréable à visiter.
La Huaca de la Luna est, de plus, l'un des rares huacas précolombien qui est ouvert et où l'on peut découvrir une infrastructure très avancée ainsi que les décorations qui ont subsisté malgré les pillages. Il est également possible de visiter les patios et les places d'apparat qui datent de plus de 1 500 ans.
Aujourd'hui, on peut découvrir dans la Huaca de la Luna différentes peintures murales dont certaines - restaurées ou assez bien conservées - ont traversé les nombreuses années depuis que la civilisation Moche s'est éteinte, il y a 13 siècles.

## Étymologie
L'expression Huaca de la Luna tient d'une origine mixte : 
- le mot huaca est un mot quechua signifiant, dans le cas présent, un lieu de culte généralement attribué par les Incas aux autres cultes que celui d'Inti, le Soleil.
- le mot Luna désignant la Lune en espagnol.

La "Huaca de la Luna" serait donc le temple de la Lune.

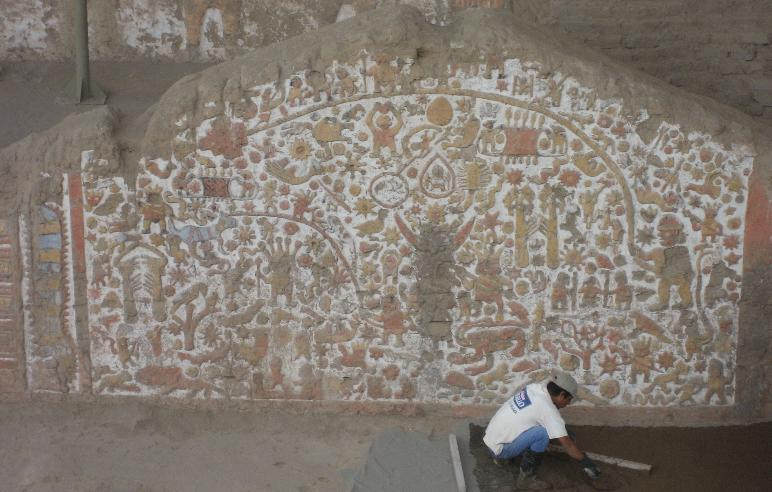
Mythologie mochica, peinte sur un mur extérieur de la Huaca de la Luna.

Cela n'a aucun lien avec la réalité du temps des Moches, car ceux-ci ne vénéraient absolument pas la Lune, ni d'ailleurs le Soleil, mais d'autres divinités dont la plus importante est le dieu Ai-Apaec dit "l'égorgeur".
Le terme de « temple de la Lune » (comme d'ailleurs le « temple du soleil ») fut inventé par les colons espagnols au cours du XVIe siècle, lesquels ne différenciaient pas toujours la culture Inca des autres cultures précolombiennes.
La culture Moche s'étant éteinte il y au VIIe siècle sans avoir laissé la moindre trace écrite, nous n'avons aucun moyen de retrouver les noms antiques de ces soi-disant "temples".

## Rôle
Le site de Huacas de Moche est situé à 5 km à l'extérieur de la ville moderne de Trujillo, près de l'embouchure de la vallée du fleuve Moche. La Huaca de la Luna, bien qu'elle soit la plus petite des deux huacas du site, est celle qui a fourni le plus d'informations archéologiques. La Huaca del Sol a en effet été partiellement détruite et pillée par les conquistadors espagnols au XVIIe siècle, tandis que la Huaca de la Luna est restée relativement intacte. Les archéologues pensent que la Huaca del Sol a pu servir à des fonctions administratives, militaires et résidentielles, ainsi qu'à un tumulus funéraire pour l'élite Moche, alors que la Huaca de la Luna avait principalement des fonctions religieuses.
Plus probablement qu'un simple temple, la Huaca de la Luna tenait lieu de centre de culte et de résidence principale, puis de sépulture à ses grands prêtres pour l'ensemble du royaume Moche. On y trouve de nombreuses et superbes fresques mythologiques très colorées sur les murs aussi bien intérieurs qu'extérieurs, avec des motifs représentant Ai-Apaec et d'autres créatures mythologiques.
La huaca était le site de nombreuses cérémonies, offrandes aux dieux, de sacrifices d'animaux et même de sacrifices humains, en témoignent les ossements humains retrouvés au dernier étage de la pyramide.
À la mort de hauts dignitaires Moche, des funérailles étaient organisées dans la pyramide et des hommes, femmes et enfants - sans doute des proches, des domestiques - étaient sacrifiés et destinés à être inhumés dans la même tombe. Dans un autel cérémoniel du dernier étage construit, les restes de 40 guerriers sacrifiés ont été découverts.
Le temple servait aussi de centre pour des cérémonies censées assurer les récoltes agricoles et lutter contre les sécheresses et autres catastrophes climatiques. Sur les murs, on peut voir des séries de personnages, tels que la divinité des montagnes, des êtres à tête de condor ou de renard, des têtes trophées, des pêcheurs, un serpent, d'énormes crabes avec des couteaux de cérémonie, des personnages se tenant la main ou des prêtres lors d'un rituel. Chaque figure est liée au culte de l'eau, à la fertilité agricole et aux sacrifices propitiatoires consentis dans la Huaca de la Luna.

## Mode de construction
L'édifice est construit entièrement avec des briques d'adobe, matériau de construction le plus courant dans cette région désertique côtière du Pacifique.
La pyramide se situe à la base du Cerro Blanco (« colline blanche »), sur le site antique de la ville de Moche. La construction de l'édifice démarra autour de l'an 100 apr. J.-C., c'est-à-dire quasiment dès l'apparition de la culture Moche, et continua tout au long de l'existence de cette culture, jusqu'aux environs de l'an 700.
La raison de cet étalement dans le temps est simple : après une période de 80 à 100 ans, le plus haut étage existant de la Huaca de la Luna était condamné, les couloirs comblés et l'on élargissait la base, construisait un nouvel étage au-dessus du précédent, élevant la rampe d'accès, de façon que seul ce nouvel étage soit encore accessible.
Les degrés de la pyramide se sont empilés ainsi les uns au-dessus des autres sur une très longue période. De ce fait, les fouilles opérées ont permis de révéler certaines évolutions de la culture Moche au cours des siècles. À la disparition des Moches et donc encore aujourd'hui, la pyramide compte 6 degrés, mesure 21 mètres de haut, sur une base de 80 mètres sur 60.

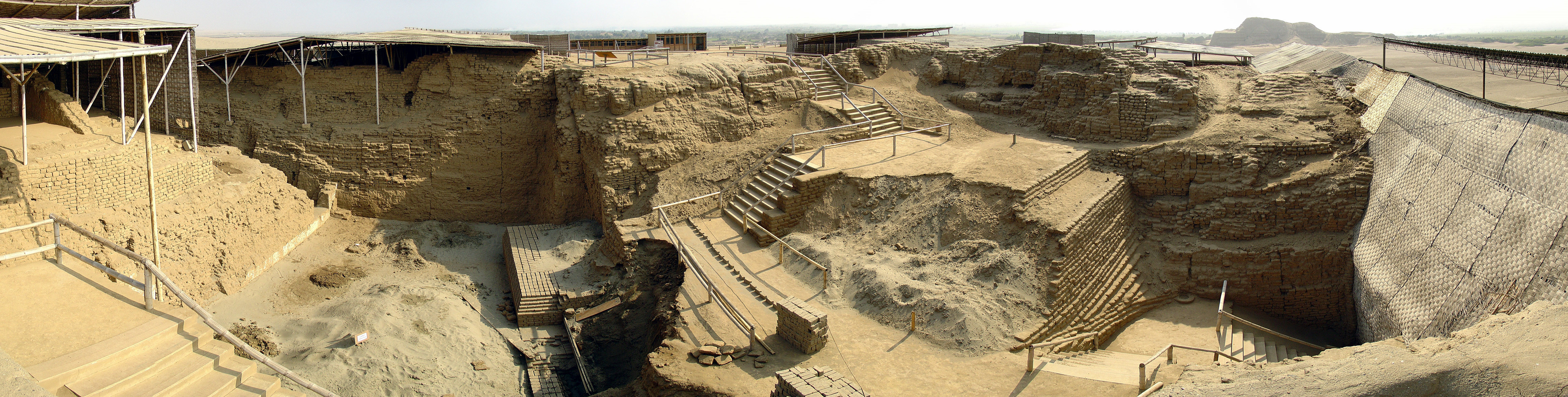
Fouilles archéologiques sur la huaca. La huaca del Sol est visible sur l'horizon à droite.

### Matériaux utilisés
Les matériaux de construction sont des briques d'adobe avec des empreintes ou des sceaux. Sur ces briques, 128 marques d'origine de communautés voisines ont été identifiées ; chacune a fourni un certain nombre de briques pour la construction. Chaque "équipe" se voyait peut-être attribuer une marque à apposer sur ses briques, qui servait à compter le nombre de briques posées à des fins financières ainsi que (vraisemblablement) concurrentielles.

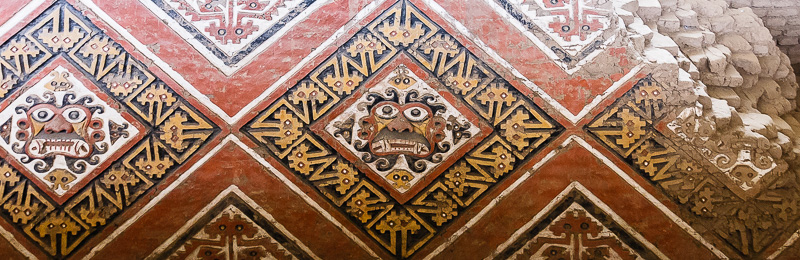
Frise polychrome représentant "l'égorgeur".

Aujourd'hui, la Huaca de la Luna est colorée du brun tendre de ses briques en terre cuite. Au moment de sa construction, l'édifice était décoré de frises de peintures murales peintes en noir, rouge vif, bleu ciel, blanc et jaune. Les couleurs employées pour la polychromie des peintures murales ont été obtenues en extrayant des substances minérales telles que la limonite (jaune), l'hématite (rouge), l'argile (blanche) et le charbon de bois (noir). Depuis, le soleil et le temps ont complètement effacé ces peintures murales.
À l'intérieur de la Huaca se trouvent d'autres peintures murales réalisées au cours des premières phases de la construction. Beaucoup d'entre elles représentent une divinité maintenant connue sous le nom de Ai apaec qui se traduit par tout savoir. Quand Larco Hoyle a demandé à ses ouvriers qui était "le dieu le plus élevé" en Muchik, ils lui ont répondu que ce serait "Ai apaec".
Pour cette raison, l'archéologue Larco Hoyle déclara que c'était le nom de la divinité suprême des Moche. Il ignorait toutefois que dans la vallée pré-colombienne de Moche la langue parlée n'était pas le Muchik, mais le Quingnam. Les incas eux, nommait cette divinité locale "face-ridée" à cause de son apparence.

Illustration 3D - Représentation d'Ai apaec.

## Architecture
La Huaca de la Luna est un grand complexe de trois plates-formes principales, chacune ayant une fonction différente. Les plates-formes (plates-formes I, II et III) et les trois places carrées (places 1, 2, 3A, 3B, 3C), sont délimités par de grands murs en pisé, qui servent de zones d'interconnexion.
La pyramide actuelle a une base carrée de 87 m et une hauteur de 21 mètres. Ces constructions se distinguent par leur superposition et leur construction à différentes époques.La plate-forme la plus septentrionale, jadis décorée de peintures murales et de reliefs variés, a été détruite par les pillards. Les plates-formes centrales et méridionales qui subsistent ont fait l'objet de la plupart des fouilles. La plate-forme centrale a donné lieu à de multiples sépultures de hauts dirigeants enterrés avec une variété de céramiques fines, ce qui suggère qu'elle a été utilisée comme cimetière pour l'élite religieuse Moche alors que les tombes trouvées à la Huaca del Sol suggèrent qu'elle a pu être utilisée pour l'inhumation des dirigeants politiques.

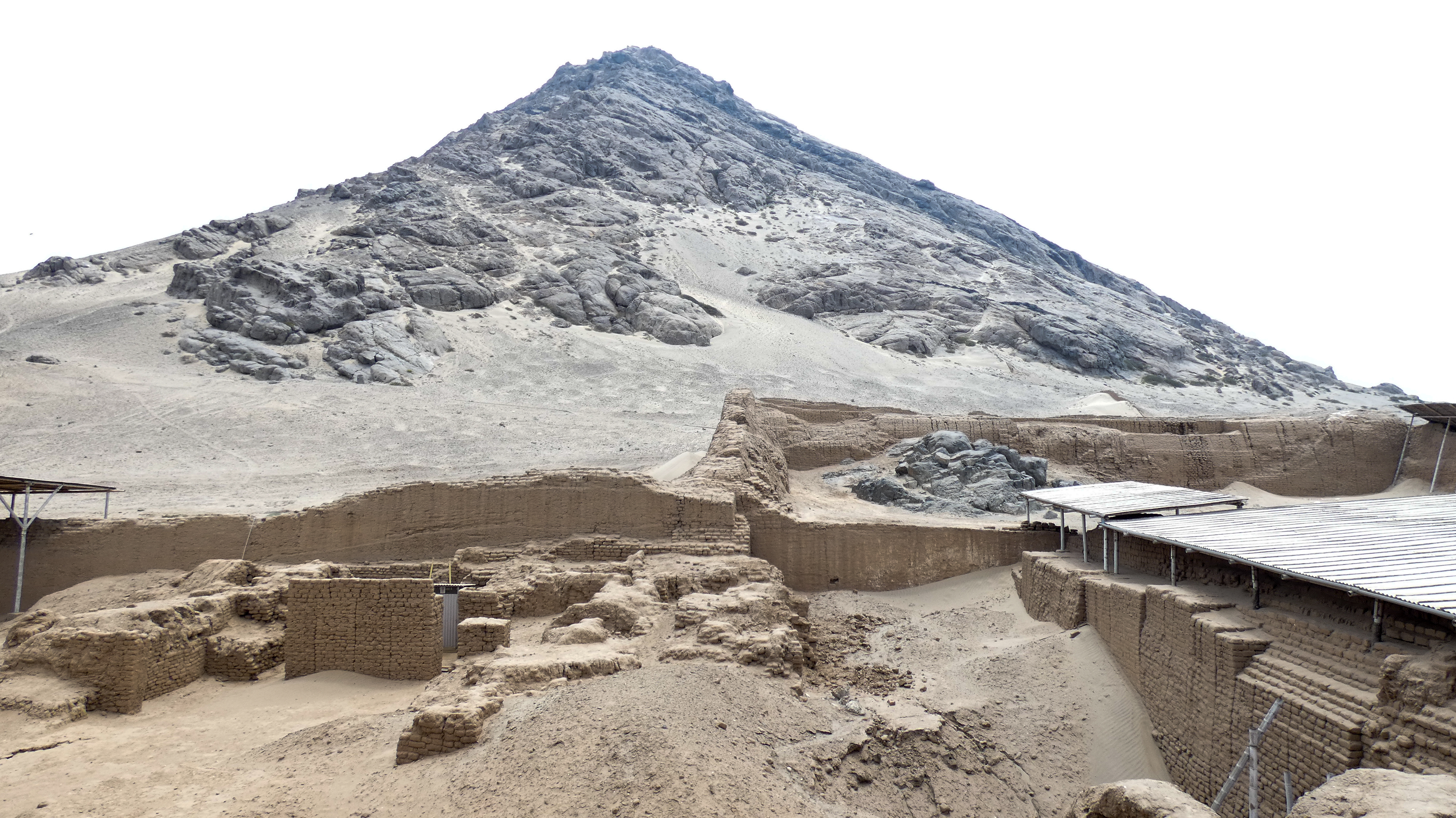
Au pied du Cerro blanco - La plate-forme Est - Dans le patio (à droite) le rocher du sacrifice.

La plate-forme Est, la roche noire (rocher du sacrifice) et les patios adjacents ont été le théâtre de rituels de sacrifices humains. Ceux-ci sont par ailleurs, représentés dans une variété d'œuvres d'art moche, notamment la céramique peinte. Après le sacrifice, les corps des victimes étaient projetés par-dessus le bord du Huaca et laissés exposés dans les patios. Les chercheurs ont découvert de multiples squelettes d'hommes adultes au pied de la roche, qui montrent tous des signes de traumatisme, habituellement un coup sévère à la tête, comme cause de décès.
Le World Monuments Fund a travaillé à Huaca de la Luna pour soutenir les travaux de conservation nécessaires. Cela comprend l'évaluation continue, la documentation, la stabilisation et la consolidation des éléments architecturaux et décoratifs excavés.
Les éléments les plus remarquables de l'édifice sont les reliefs dans ses cinq couleurs qui représentent, entre autres figures, les caractéristiques et attributs de la divinité moche appelée Ai apaec ou "le dieu qui tranche la gorge".

### Plate-forme principale
C'est le niveau le plus élevé de la Huaca de la Luna, qui fut le produit de plusieurs constructions antérieures superposées sur une période d'environ six cents ans. À la suite de cérémonies périodiques, l'ancien niveau du temple était recouvert par une nouvelle plate-forme plus haute et plus large. Jusqu'à présent, six niveaux ont été identifiés dans la Huaca de la Luna, du bâtiment A, qui est le plus récent, au bâtiment F, qui est le plus ancien au niveau le plus bas.
À l'intérieur de la huaca, la structure de l'espace se compose de cours, de places et d'enceintes permettant la communication entre différents environnements. Il peut s'agir d'espaces avec ou sans galeries couvertes et présentant des motifs iconographiques en relief ou en peinture murale. La configuration du bâtiment permet de mieux comprendre la structure du pouvoir dans la société, sa forme et sa fonction sont intimement liées.

### Place 1
Elle est située au nord de la plate-forme I. C'est un espace prévu pour la participation d'un grand nombre de personnes à l'exécution des cérémonies de la culture Mochica et où les groupes sociaux participants étaient liés. Les investigations autour de la Place 1 ont déterminé la fonction principale à partir de l'analyse architecturale du lieu. Parmi les activités qui auraient pu se dérouler sur la place, les archéologues en définissent trois :
1. La présentation devant les divinités du temple et l'élite sacerdotale des guerriers capturés dans les combats rituels. Cette hypothèse est corroborée par les reliefs de la Huaca de la Luna qui montrent des frises de prisonniers nus et enchaînés, de soldats en armes, de prêtres se donnant la main.
2. La célébration des actes rituels liés à l'ascension de la Place 2.
3. Le transfert des biens funéraires et des restes enfouis dans les niveaux I et II du complexe.

La configuration de cet espace était fondamentale pour recevoir les foules, permettant l'entrée de la population au temple. Seuls les plus privilégiés auraient pu accéder aux niveaux supérieurs de la huaca, tandis que le reste de la foule se serait limité à observer les activités depuis la Place 1.

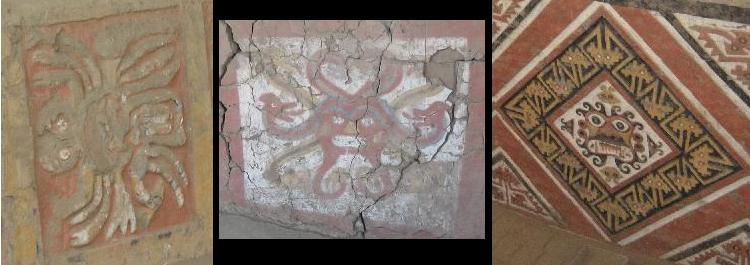
Évolution de la représentation du dieu Ai apaec, observable dans la Huaca de la Luna.

### Place 2
La place 2 est située à côté de la place 1 et est de plus petite taille. Des éléments architecturaux et des structures ayant une fonction cérémonielle apparente ont été découverts. Ceux-ci montrent également des signes d'une séquence d'étapes de construction avec remodelage dans chacune d'entre elles.
Sa conception architecturale aurait répondu à la division hiérarchique de l'espace et lui aurait donné une fonction cérémonielle supposée par la présence d'une galerie, de quatre petites salles et de la place.

### Place 3
La place 3 a été subdivisée en annexes 3A, 3B et 3C.
- La place 3A et la plate-forme II faisaient partie d'un ensemble architectural et cérémoniel unique. Les sacrifices consentis sur cette place étaient concentrés sur le côté et devant un conglomérat rocheux (le rocher noir), où les individus sacrifiés étaient exposés.

- La place 3B est située sur le côté sud-ouest de la place 3A et, en raison de la présence de restes de céramique, elle est considérée comme une zone sacrificielle.

- Pour la place 3C, il s'agit de la même activité sacrificielle due à la découverte de restes osseux humains similaires à ceux de la place 3A. La place 3C est entourée de quatre murs d'enceinte qui délimitent un espace de 23 x 14 m, ainsi qu'un axe majeur d'ouest en est. L'intérieur est subdivisé en deux enceintes, la première de 5,8 x 5,8 m et la seconde de 3,5 x 3,5 m, pour abriter éventuellement les prisonniers avant l'acte solennel. La structure rectangulaire située devant la première grande enceinte a été appelée " autel sacrificiel " ou " podium sacrificiel ". Il a deux niveaux avec la possibilité de placer deux individus à des hauteurs différentes. Devant, il y a une petite rampe du côté nord. La construction de ces structures est liée au sacrifice des prisonniers, où le bourreau était placé sur l'autel et le sacrifié était agenouillé sur la rampe restant à un niveau inférieur, facilitant le travail du bourreau. Devant cette enceinte, il y a un banc pour les dignitaires qui assistaient au sacrifice.

## Le musée

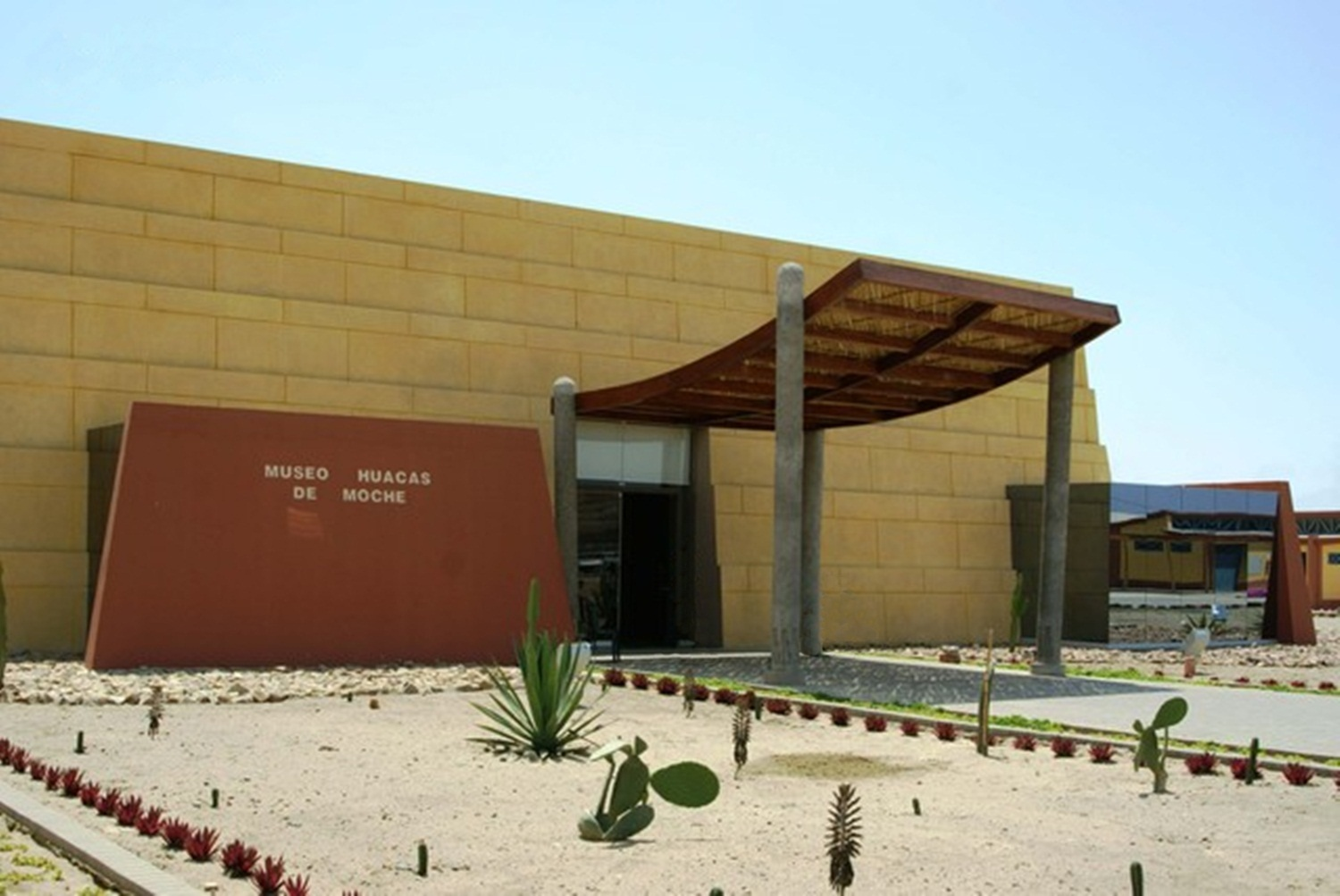
Musée archéologique "Huacas de Moche".

Le site de la Huaca de la Luna et de la Huaca del Sol possède un musée du site appelé Centro de Investigaciones y Visitantes qui est distribué dans plusieurs salles autour de deux patios. L'architecture du musée a été conçue de manière qu'il n'y ait pas de discordance visuelle : plafonds bas, poteaux et quincha (es), murs aux tons orange et beige.
Autour des bâtiments, il y a un aménagement paysager avec des cactus et des fleurs locales. Dans l'une des cours il y a des tables artisanales qui reproduisent les dessins des peintures murales et des céramiques Moche. Le site dispose d'un financement privé, fournis par une marque de bière.
L'entrée de la huaca se fait par un sentier en quinconce avec des panneaux explicatifs et visuels. À l'intérieur du huaca il y a des couloirs avec des cordes comme barrière psychologique ; chaque secteur est couvert par des toits de quincha supportés par des pieux de bambou, semblables à ceux d'origine. La logique d'exposition des différents secteurs suit le cours des fouilles archéologiques ; ils sont ouverts au public au fur et à mesure de leur réalisation.

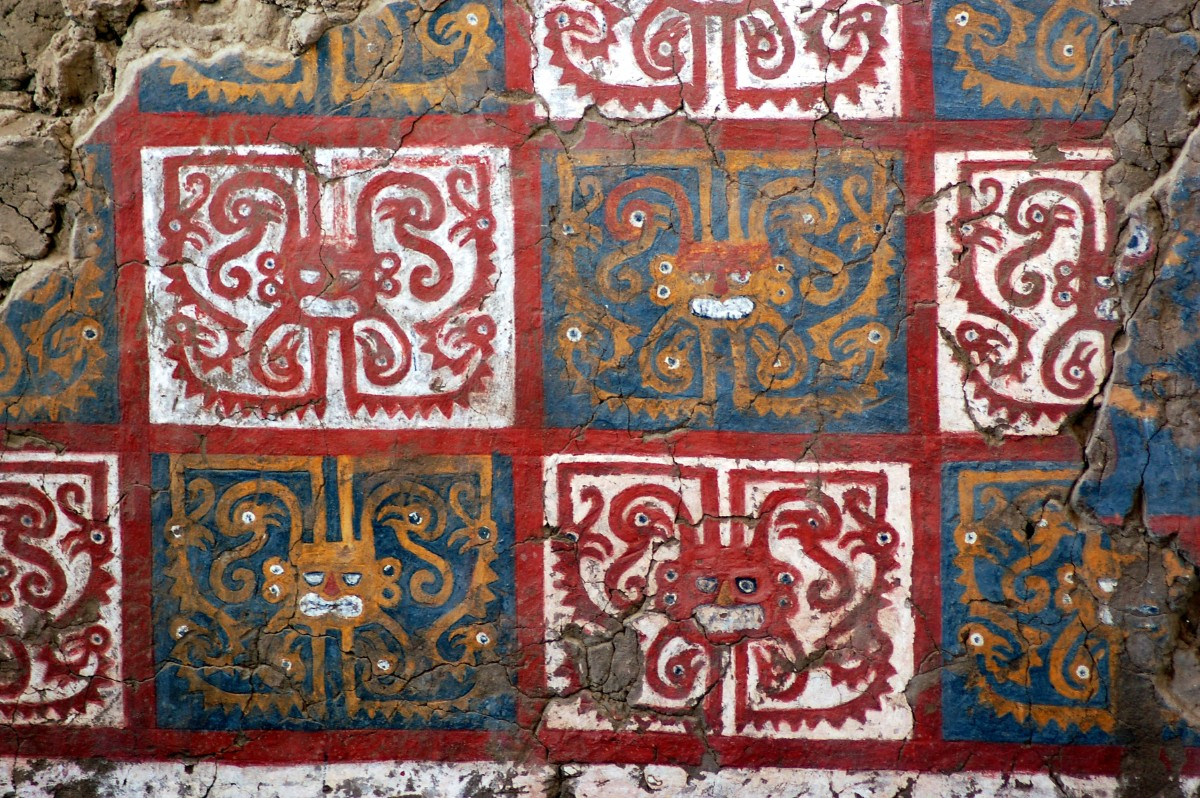
Fresque murale polychrome.
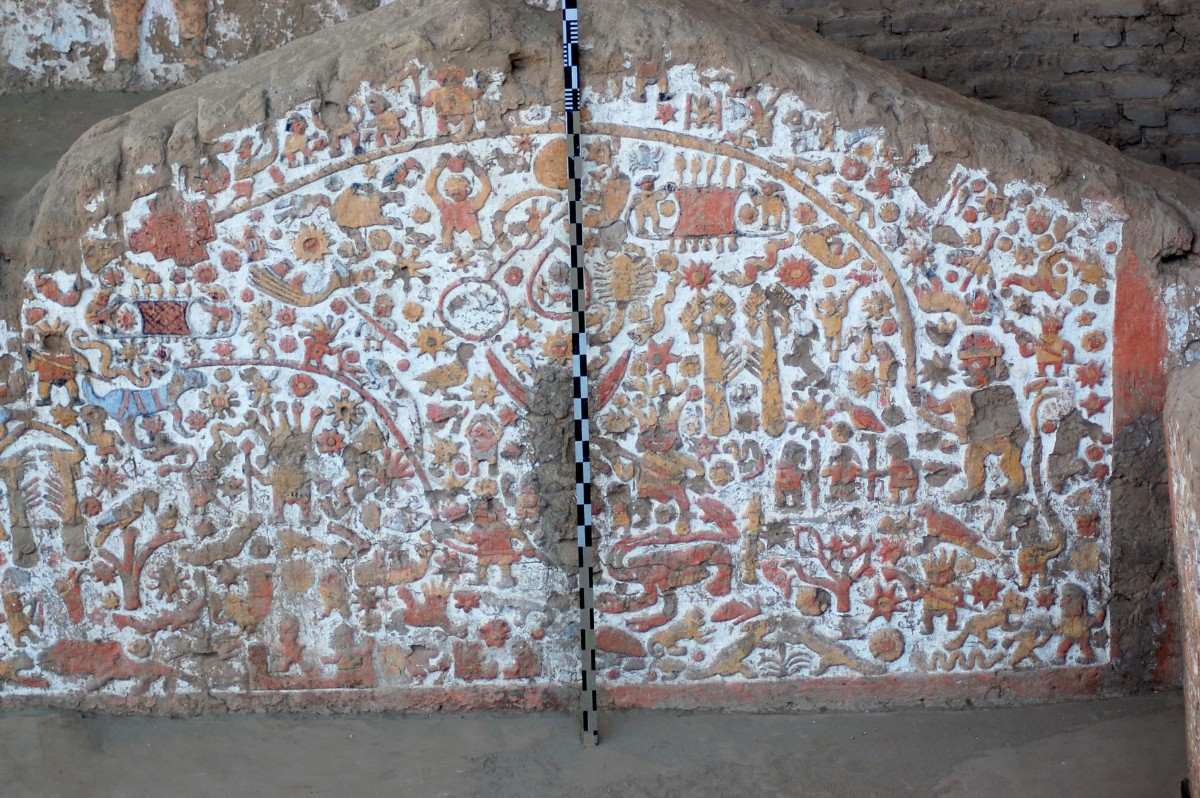
Mythologie mochica : fresque sur un mur extérieur.
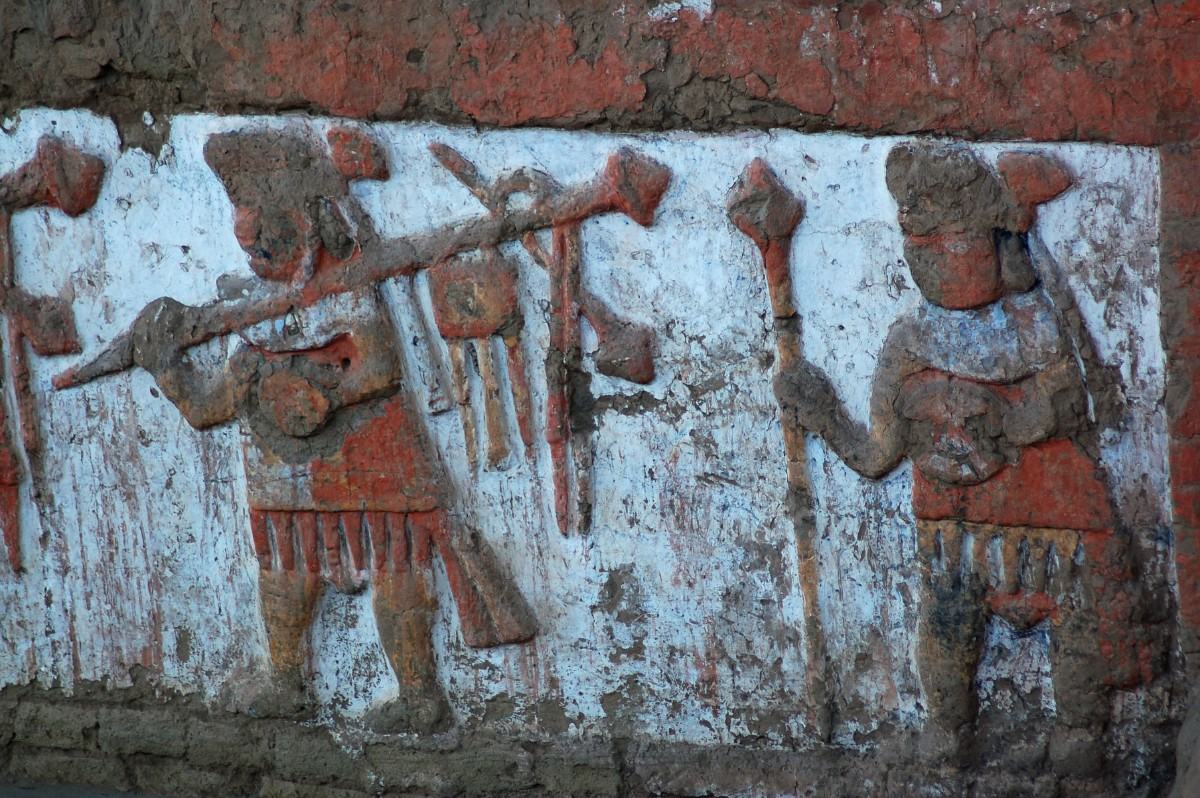
Guerriers (bas-relief peint).
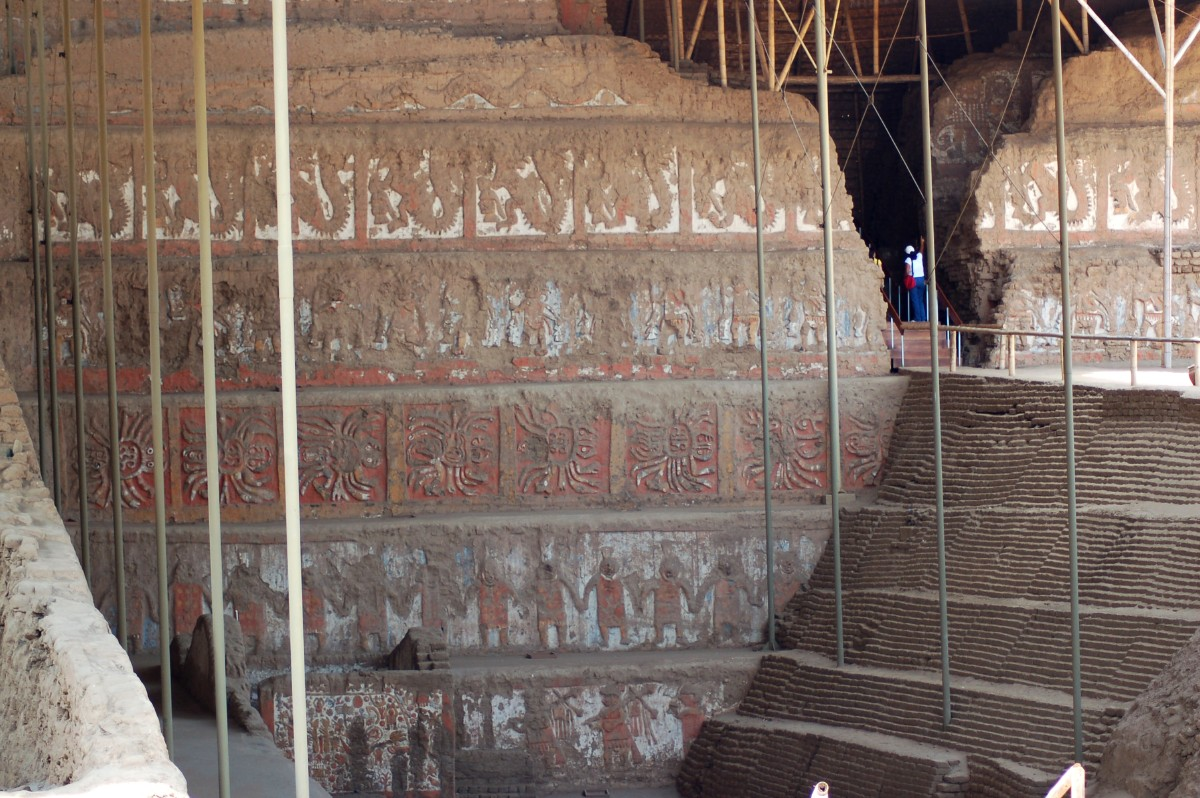
Mur décoré : bas-reliefs peints.
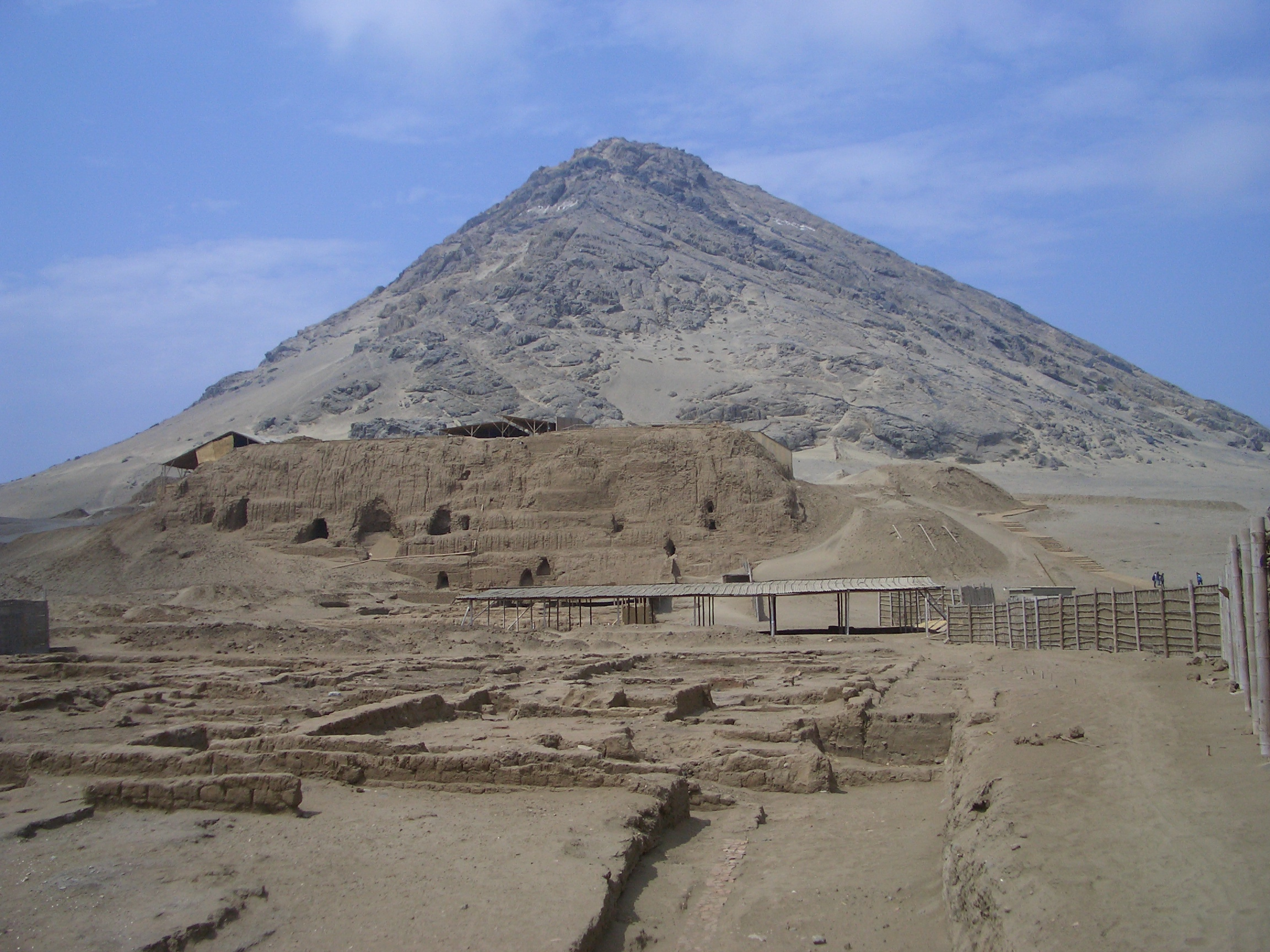
Vue de la Huaca de la Luna, avec le Cerro Blanco en arrière-plan.
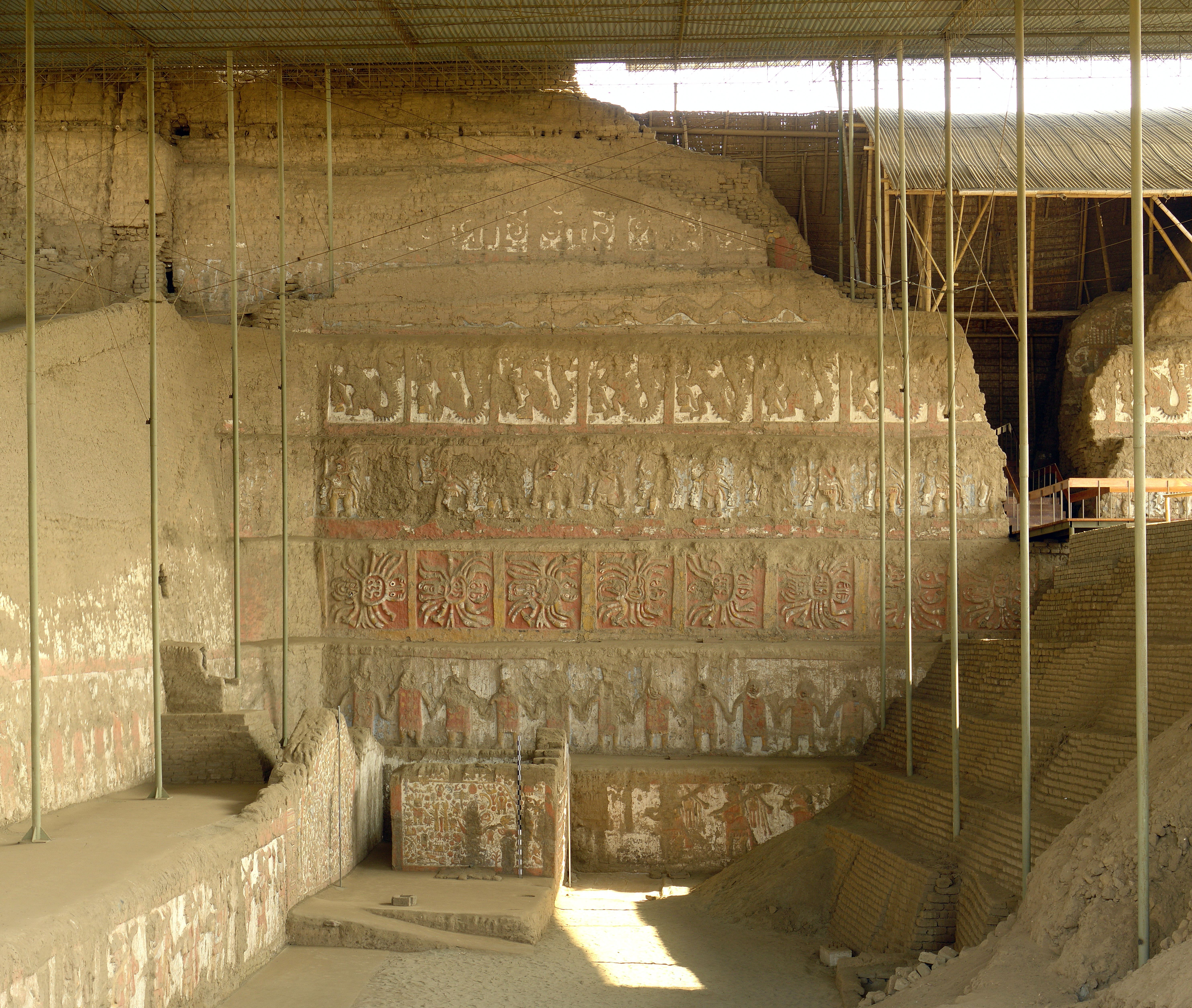
Peinture murale principale de la Huaca de la Luna.